# Jatitengah (Jatitujuh)
Jatitengah is een bestuurslaag in het regentschap Majalengka van de provincie West-Java, Indonesië. Jatitengah telt 4173 inwoners (volkstelling 2010).